# Theorem der übereinstimmenden Zustände
Das Theorem der übereinstimmenden Zustände bezeichnet in der Thermodynamik die Forderung, dass eine für alle Stoffe gültige Zustandsgleichung existieren sollte.
Das Theorem fundiert auf der Annahme, dass charakteristische Zustandspunkte wie zum Beispiel der Schmelzpunkt, der Siedepunkt oder auch der kritische Punkt für alle Stoffe einen einheitlich definierbaren Zustand darstellen, so dass sie als Bezugspunkte verwendet werden können.
Beispiele für die Anwendung des Theorems der übereinstimmenden Zustände sind die Van-der-Waals-Gleichung in der reduzierten Form und die Eötvössche Regel.
E. A. Guggenheim bezeichnete das Theorem 1945 als "äußerst nützlich und bemerkenswert genau". Heute gilt das Theorem nur für chemisch verwandte Substanzen mit nicht zu stark voneinander abweichenden Kenngrößen als bestätigt.